# Austrian Airlines
Austrian Airlines – narodowa austriacka linia lotnicza z siedzibą w Wiedniu. Główny węzłem komunikacyjnym i bazą linii jest port lotniczy Wiedeń-Schwechat. Austrian Airlines od 2009 należą do holdingu Lufthansa.
W latach 2005–2007 do linii należała nieistniejąca już Slovak Airlines. Od 2000 przewoćnik był głównym udziałowcem w linii Lauda Air, którą przerobił na swoją wakacyjną, czarterową linię. Ostatecznie w lipcu 2012 została wchłonięta przez Austrian Airlines.

## Połączenia
W 2025 przewoźnik oferował połączenia na 127 kierunkach krajowych i międzynarodowych w 48 krajach Europy, Ameryki Północnej i Azji. Najkrótszą trasą w siatce przewoźnika było w tym czasie 35-minutowe połączenie z Wiednia do portu lotniczego Graz, najdłuższą ponad 11-godzinne do portu lotniczego Los Angeles.
W Polsce w 2025 Austrian realizował regularne połączenia między Wiedniem a Warszawą i Krakowem oraz sezonowe z portu lotniczego w Innsbrucku do Warszawy.

## Flota

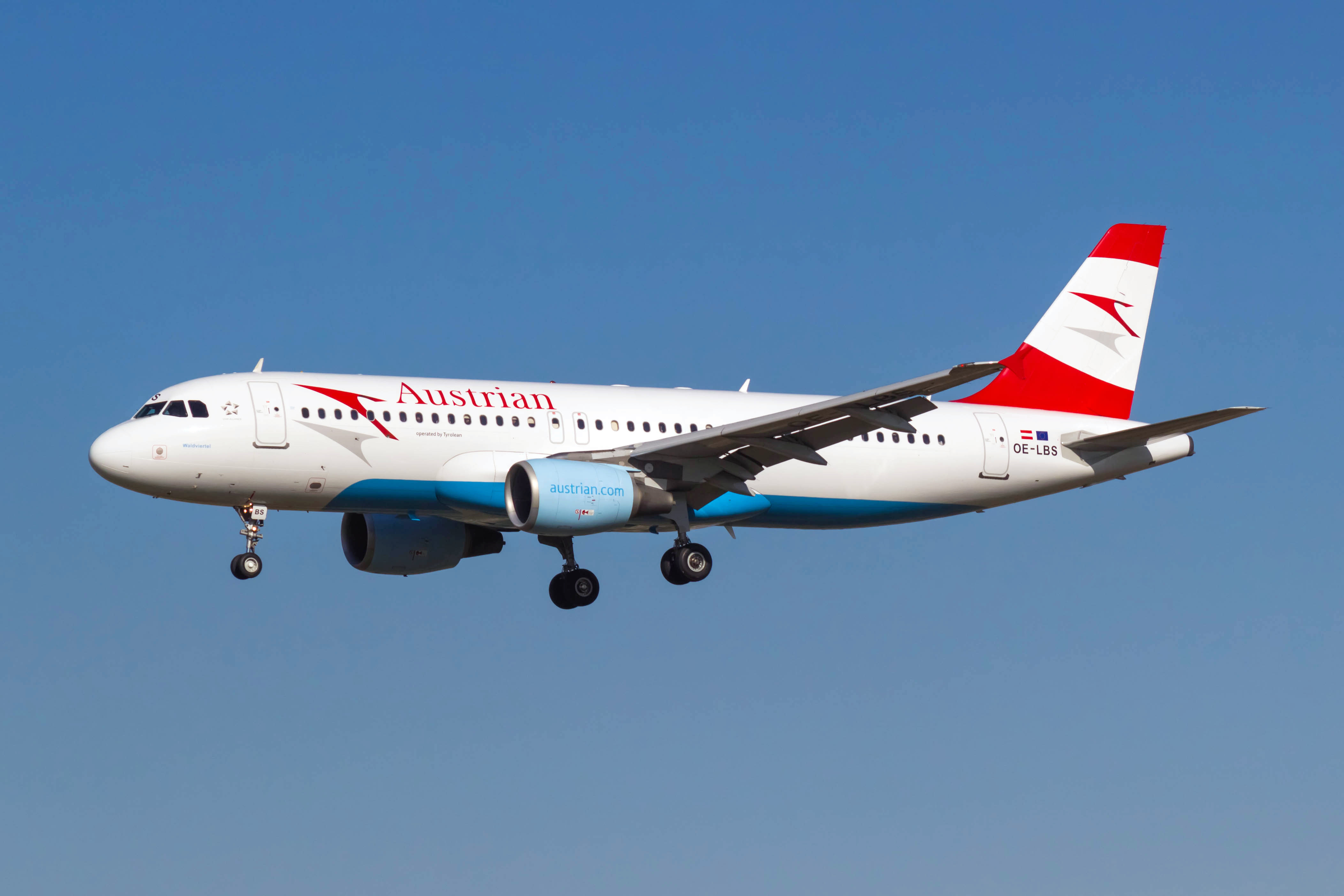
Airbus A320 w barwach Austrian Airlines

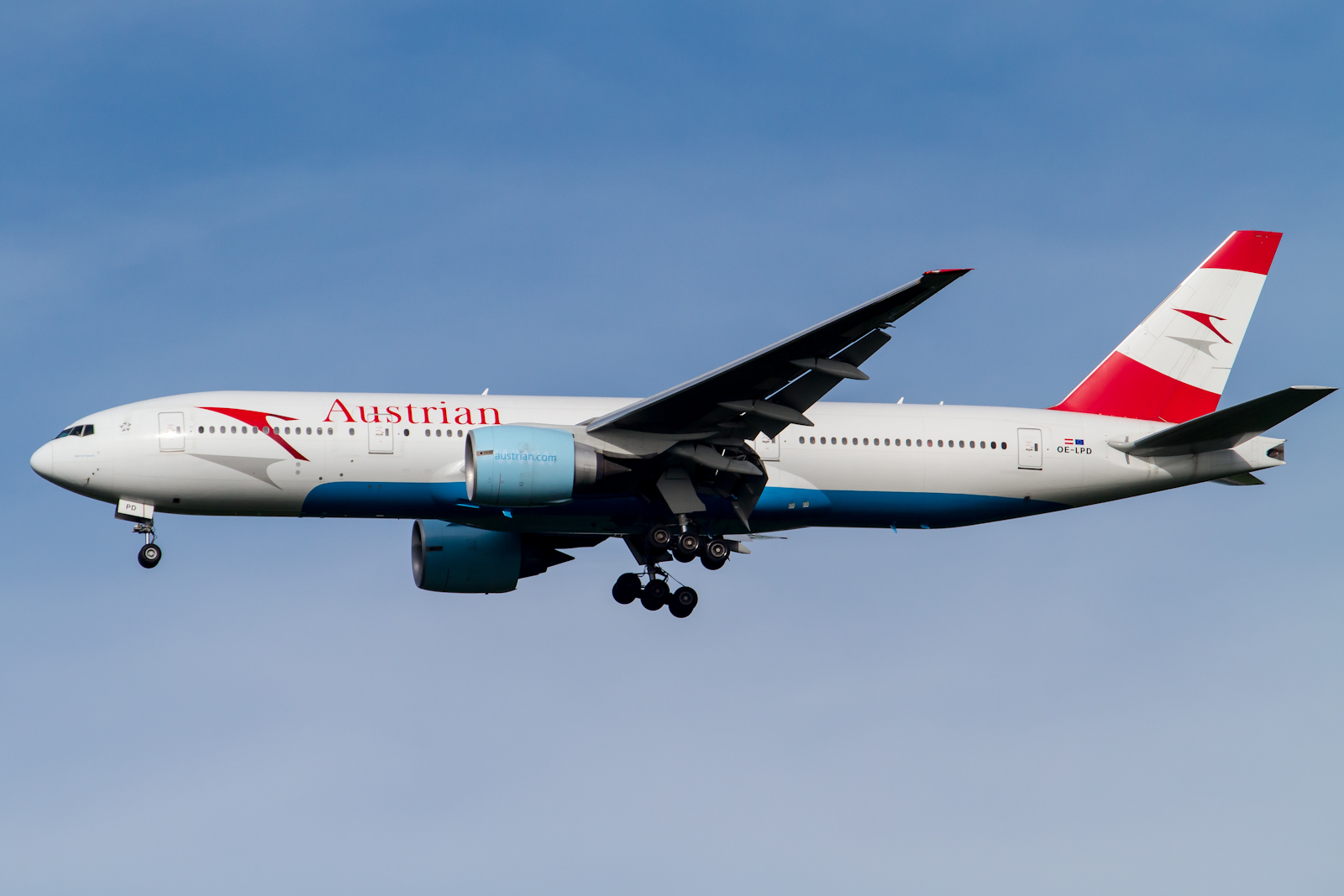
Boeing 777-200ER

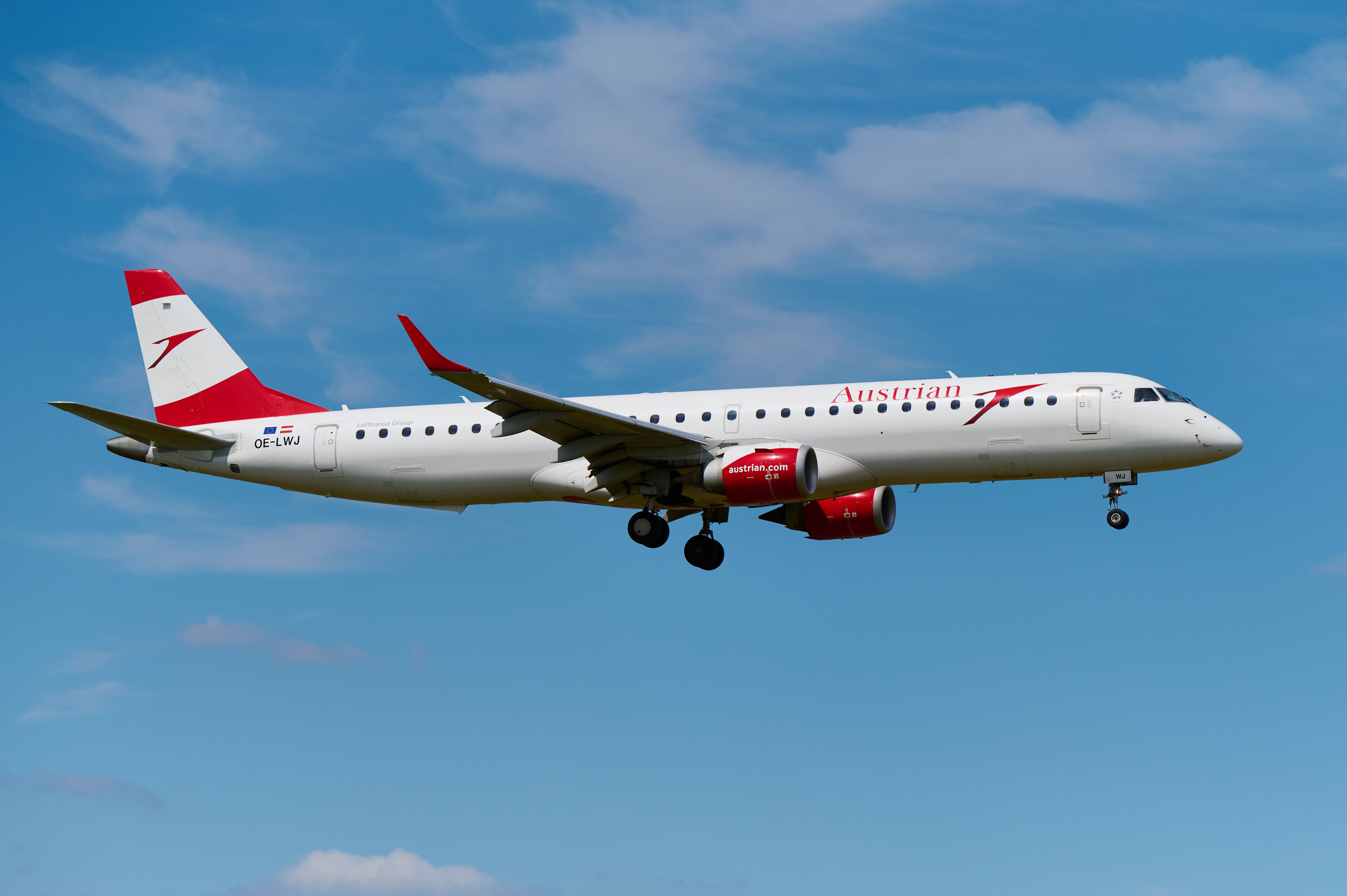
Samolot Embraer E195LR w barwach Austrian Airlines lądujący na Lotnisku Chopina w Warszawie

Według stanu na maj 2025 flota Austrian Airlines składała się z 68 samolotów pasażerskich o średnim wieku 18,1 lat:
| Samolot          | Samolot | Samolot   | Liczba miejsc | Liczba miejsc | Liczba miejsc | Liczba miejsc | Uwagi                                     |
| Model            | Aktywne | Zamówione | B             | P             | E             | Łącznie       | Uwagi                                     |
| ---------------- | ------- | --------- | ------------- | ------------- | ------------- | ------------- | ----------------------------------------- |
| Airbus A320-200  | 29      | -         | 14            | -             | 154           | 168           | Elastyczna konfiguracja miejsc klas B i E |
| Airbus A320neo   | 5       | -         | 28            | -             | 152           | 180           | Elastyczna konfiguracja miejsc klas B i E |
| Airbus A321-100  | 3       | -         | 24            | -             | 176           | 200           | Elastyczna konfiguracja miejsc klas B i E |
| Airbus A321-200  | 3       | -         | 24            | -             | 176           | 200           | Elastyczna konfiguracja miejsc klas B i E |
| Boeing 767-300ER | 3       | -         | 24            | 30            | 157           | 211           |                                           |
| Boeing 777-200ER | 6       | -         | 32            | 40            | 258           | 330           |                                           |
| Boeing 787-9     | 2       | 9         | 26            | 21            | 247           | 294           | Planowane dostarczenie do 2028            |
| Embraer 195      | 17      | -         | 8             | -             | 112           | 120           | Elastyczna konfiguracja miejsc klas B i E |
| Łącznie          | 68      | 9         |               |               |               |               |                                           |

Samoloty Austrian Airlines zwykle noszą nazwy związane z Austrią. W przypadku samolotów obsługujących linie krajowe są to często nazwy austriackich miast np. Innsbruck. Jednostki obsługując krótsze loty międzynarodowe miewają nazwy austriackich regionów np. Wienerwald albo miast Europą Środkową lub Wschodnią (Airbus 319). Samoloty przeznaczone do dalszych lotów mają nazwy nawiązujące do austriackiej kultury, jak „Austrian Spirit” czy „Sound of Music”. Jeden z samolotów, Boeing 777, nosi imię „Blue Danube” wybrane w plebiscycie pracowników linii.

## Wypadki
- 26 września 1960 Vickers Viscount rozbił się w czasie podejścia do lądowania na lotnisku Moskwa-Szeremietiewo, jedenaście kilometrów od pasa. Zginęło 31 z 37 osób na pokładzie.
- 17 września 1984 Fairchild Swearingen Metroliner zahaczył o światła lądowania na końcowym podejściu do lądowania na pasie lotniska Wiedeń-Schwechat. Ośmiu pasażerów i dwie osoby z załogi trafiły do szpitala z niegroźnymi obrażeniami, jednak samolot nie nadawał się do ponownego użytkowania.
- 5 stycznia 2004 Fokker 70 rozbił się na polu w pobliżu lotniska w Monachium. Trzy osoby zostały ranne w wyniku wypadku.
- 13 lutego 2008 De Havilland Canada DHC-8 Dash-8 lądował awaryjnie na lotnisku w Skopje z powodu braku możliwości schowania podwozia po starcie.
- 28 stycznia 2012 Boeing 767 lądował awaryjnie na lotnisku Wiedeń-Schwechat z powodu niedziałającego czujnika sygnalizującego schowanie podwozia. Samolot miał lecieć do New Delhi. Nikt nie odniósł obrażeń[10]
- 28 stycznia 2012 De Havilland Canada DHC-8 Dash-8 lecący z Wiednia do Krakowa lądował awaryjnie w podkrakowskich Balicach z powodu awarii silnika. Nikomu nic się nie stało, ale był to drugi incydent Austrian Airlines tego dnia[10]